# Combinada nòrdica als Jocs Olímpics d'hivern de 1976
Als Jocs Olímpics d'Hivern de 1976 celebrats a la ciutat d'Innsbruck (Àustria) es disputà una prova de combinada nòrdica en categoria masculina. La competició se celebrà entre els dies 8 (prova de salt amb esquís) i 9 de febrer (prova de 15 quilòmetres d'esquí de fons) de 1976 a les instal·lacions esportives d'Innsbruck.

## Comitès participants
Hi participaren un total de 34 esquiadors de 14 comitès nacionals diferents.
| - Àustria (1) - Canadà (1) - Estats Units (3) - Finlàndia (4) - França (1) |  | - Itàlia (2) - Japó (2) - Noruega (4) - Polònia (4) - RDA (4) |  | - RFA (2) - Suïssa (1) - Txecoslovàquia (2) - Unió Soviètica (3) |

## Resum de medalles
| Or             | Argent        | Bronze         |
| Ulrich Wehling | Urban Hettich | Konrad Winkler |

## Medaller
| Posició | País  | Or | Argent | Bronze | Total |
| 1       | RDA   | 1  | 0      | 1      | 2     |
| 2       | RFA   | 0  | 1      | 0      | 1     |
|         |       |    |        |        |       |
| Total   | Total | 1  | 1      | 1      | 3     |

## Resultats
| Posicó | Esquiador             | Punts  |
| ------ | --------------------- | ------ |
| 1      | Ulrich Wehling        | 423,39 |
| 2      | Urban Hettich         | 418,90 |
| 3      | Konrad Winkler        | 417,47 |
| 4      | Rauno Miettinen       | 411,30 |
| 5      | Claus Tuchscherer     | 409,51 |
| 6      | Nikolay Nogovitsyn    | 406,44 |
| 7      | Valery Kopayev        | 406,14 |
| 8      | Tom Sandberg          | 405,53 |
| 9      | Pål Schjetne          | 402,59 |
| 10     | Erkki Kilpinen        | 402,26 |
| 11     | Jukka Kuvaja          | 399,04 |
| 12     | Josef Pospíšil        | 397,93 |
| 13     | Günther Deckert       | 397,78 |
| 14     | Günther Abel          | 394,57 |
| 15     | František Zeman       | 383,11 |
| 16     | Stefan Hula           | 382,88 |
| 17     | Jim Galanes           | 381,13 |
| 18     | Jan Legierski         | 381,08 |
| 19     | Karl Lustenberger     | 378,10 |
| 20     | Marek Pach            | 374,79 |
| 21     | Yuji Katsuro          | 373,67 |
| 22     | Stein Erik Gullikstad | 372,72 |
| 23     | Aleksey Baranov       | 370,17 |
| 24     | Jorma Etelälahti      | 368,45 |
| 25     | Jacques Gaillard      | 363,90 |
| 26     | Fritz Koch            | 363,62 |
| 27     | Arne Bystøl           | 359,31 |
| 28     | Michael Devecka       | 343,88 |
| 29     | Walter Malmquist II   | 341,47 |
| 30     | Michio Kubota         | 338,61 |
| 31     | Francesco Giacomelli  | 337,22 |
| 32     | Modesto De Silvestro  | 319,89 |
| 33     | Kurt Sjolund          | 252,22 |
| –      | Stanisław Kawulok     | NF     |

NF: no finalitzà